# Gazeta Krakowska
Gazeta Krakowska – dziennik wydawany od 15 lutego 1949 w Krakowie, początkowo jako organ prasowy PZPR. Od 1 lipca 1975 do 30 grudnia 1980 ukazywała się pod tytułem „Gazeta Południowa”.

## Historia

### Pierwowzór
Tytuł „Gazeta Krakowska” pojawił się podczas Insurekcji kościuszkowskiej w 1794 roku. Jako czasopismo ciągłe „Gazeta Krakowska” zaczęła ukazywać się w roku 1796. Jej wydawaniem, redagowaniem i drukowaniem zajmował się Jan Antoni May, krakowski księgarz i drukarz. Pierwsza redakcja czasopisma mieściła się na pierwszym piętrze w oficynie kamienicy przy ul. Floriańskiej 18. Czasopismo to red. May prowadził aż do śmierci w roku 1831.

### Współczesna "Gazeta Krakowska"
Współczesna „Gazeta Krakowska" zaczęła być wydawana 15 lutego 1949 w Krakowie. Początkowo była organem prasowym KW PZPR. Od 1 lipca 1975 do 30 grudnia 1980 ukazywała się pod tytułem „Gazeta Południowa”. W latach 1980–1981 „Krakowska” była źródłem niezależnej informacji, miejscem wyrażania postulatów oraz opozycyjnych opinii. Redaktorem naczelnym wówczas był Maciej Szumowski.
„Gazeta Krakowska” jest najpopularniejszą gazetą regionalną Małopolski, która codziennie ukazuje się w 4 wariacjach („Gazeta Tarnowska”, „Gazeta Podhalańska”, „Gazeta Nowosądecka”, „Gazeta Gorlicka”). W każdy piątek ukazuje się 7 tygodników lokalnych, które dołączane są do macierzystego tytułu. Obecnie (2021) wydawcą jest Polska Press Oddział w Krakowie, a redaktorem naczelnym Wojciech Mucha.
Od 15 października 2007 do stycznia 2015 roku ukazywała się w ramach ogólnopolskiego dziennika „Polska The Times” pod nazwą Polska Gazeta Krakowska.
W „Gazecie Krakowskiej” publikowali m.in.: Józef Baran, Małgorzata Bochenek, Wojciech Chudziński, Paweł Grawicz, Adam Hollanek, Mirosław P. Jabłoński, Stanisław Maria Jankowski, Katarzyna Janowska, Feliks Jaroński, Aleksander Jasicki, Jan Jasiński, Anna Kajtochowa, Katarzyna Kolenda-Zaleska, Józef Komarewicz, Andrzej Kramarz, Jerzy Leśniak, Maria Malatyńska, Maria Mazurek, Andrzej Nowak, Tomasz Poręba, Krzysztof Senajko, Jerzy Skrobot, Marek Sołtysik, Anna Strońska, Adam Strug, Jerzy Surdykowski, Dorota Terakowska, Elżbieta Tosza, Agnieszka Turzyniecka, Marek Żukow-Karczewski.
10 lutego 1969 roku redakcja „Gazety Krakowskiej” została wyróżniona Złotą Odznaką „Za Pracę Społeczną dla miasta Krakowa”.

## Redaktorzy naczelni
- 1949–1955 – Arnold Mostowicz
- 1955–1957 – Mieczysław Kieta
- 1957 – Ignacy Krasicki
- 1958–1959 – Zdzisław Olas
- 1959–1967 – Józef Konecki
- 1967–1969 – Józef Łapiński
- 1969–1971 – Tadeusz Czubała
- 1971– Wacław Pituła
- 1971–1980 – Zbigniew Regucki
- 1980–1981 – Maciej Szumowski
- 1982–1983 – Zdzisław Leś
- 1983–1987 – Sławomir Tabkowski
- 1988–1990 – Henryk Tadeusz Szydłowski
- 1990 – Andrzej Urbańczyk
- 1990 – Tadeusz Pikulicki
- 1990–1994 – Jerzy Sadecki
- 1994–2004 – Ryszard Niemiec
- 2004 – Leszek Rafalski
- 2004–2006 – Marek Zalejski
- 2006–2007 – Janusz Kozioł
- 2007–2012 – Tomasz Lachowicz
- 2012–2018 – Wojciech Harpula
- 2012–2021 – Jerzy Sułowski
- 2021–2022 – Wojciech Mucha
- 2022–2023 – Arkadiusz Rogowski
- 2023–2024 – Maciej Kwaśniewski
- 2024 – Piotr Rąpalski (p.o.)[7]
- 2024–nadal – Piotr Rąpalski[8]

## Dotychczasowe dodatki regionalne dziennika

### Gazeta Zakopiańska
Od listopada 1991 do 30 listopada 1993 jako regionalny dodatek do „Gazety Krakowskiej” ukazywała się „Gazeta Zakopiańska”. Była to zazwyczaj jedna strona z bieżącymi wiadomościami z Zakopanego, Podhala i Tatr. Dodatek ukazywał się pięć razy w tygodniu, a redagowany był przez zespół, w składzie którego byli m.in. Zbigniew Ładygin i Maciej Pinkwart.

#### Początki zakopiańskiego dziennika
Latem 1990 grupa krakowskich biznesmenów (m.in. Wiesław Siekierski) postanowiła powołać do życia lokalne pismo w Zakopanem. Periodyk miał się ukazywać pod nazwą „Regionalna Gazeta Codzienna”, jednak plany redakcji nie zostały zrealizowane, ponieważ jego potencjalny wydawca splajtował. Po tym niepowodzeniu przez kilka miesięcy pomysłodawcy projektu rozwijali swe praktyczne umiejętności dziennikarskie. Pod koniec 1990 zespół był gotowy do wprowadzenia na rynek nowej pozycji prasowej. W celu pozyskania wydawcy Maciej Pinkwart przekazał cały pomysł, redakcję, jak i przygotowane materiały na rzecz „Gazety Krakowskiej”. Krakowski dziennik przejął grupę zapaleńców pod swój patronat, formując pierwszy zakopiański oddział gazety codziennej. Początkowo „Gazeta Zakopiańska” ukazywała się dwa razy w tygodniu w całym nakładzie „Krakowskiej”. Od lutego 1992 dodatek przekształcony został w podhalańską mutację pisma, która zaczęła się ukazywać codziennie z wyjątkiem poniedziałków.